# Saint-Maurice-lès-Charencey
Saint-Maurice-lès-Charencey là một xã ở tỉnh Orne Hauts-de-France tây bắc nước Pháp. Xã Saint-Maurice-lès-Charencey nằm ở khu vực có độ cao trung bình 204 mét trên mực nước biển.